# Производительность труда
Производи́тельность труда́ — это показатель, характеризующий результативность труда.
Производительность труда измеряется количеством продукции, выпущенной работником за единицу времени. Обратная величина — трудоёмкость — измеряется количеством времени, затрачиваемым на единицу продукции. Обычно под производительностью труда в экономической статистике подразумевается фактическая производительность труда, однако в экономической кибернетике, в частности, в модели жизнеспособных систем Стаффорда Бира, вводятся понятия наличной и потенциальной производительности труда. Важнейшими показателями использования оборотных средств на предприятии являются регламент оборачиваемости оборотных средств и время одного оборота. Ускорение оборачиваемости оборотных средств ведёт к высвобождению оборотных средств предприятия из оборота. Напротив, замедление оборачиваемости приводит к увеличению потребности предприятия в оборотных средствах. Ускорение оборачиваемости оборотных средств может быть достигнуто за счёт использования следующих факторов: опережающий темп роста объёмов продаж по сравнению с темпом роста оборотных средств; совершенствование системы снабжения и сбыта; снижение материалоёмкости и энергоёмкости продукции; повышение качества продукции и её конкурентоспособности; сокращение длительности производственного цикла и др. Под ростом производительности труда подразумевается экономия затрат труда (рабочего времени) на изготовление единицы продукции или дополнительное количество произведённой продукции в единицу времени, что непосредственно влияет на повышение эффективности производства, так как в одном случае сокращаются текущие издержки на производство единицы продукции по статье «Заработная плата основных производственных рабочих», а в другом — в единицу времени производится больше продукции.

## Фактическая производительность труда

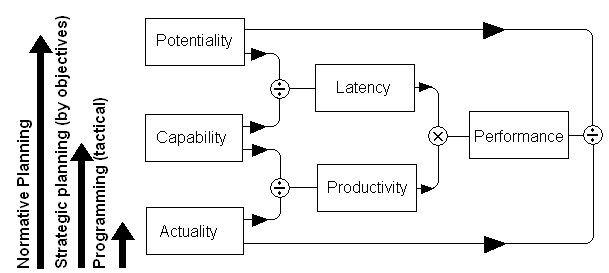
Три показателя производительности труда в экономической кибернетике

Фактическая производительность труда (выработка) обратно пропорциональна трудоёмкости и определяется из непосредственно наблюдаемых данных по формуле:
{\displaystyle P_{fact}={Q_{fact} \over t_{fact}}}
где {\displaystyle Q_{fact}} — фактический выпуск продукции в единицах измерения данного вида продукции, {\displaystyle t_{fact}} — фактические затраты живого труда в единицах времени.

## Наличная производительность труда
Наличная производительность труда — есть расчётная величина, которая показывает, сколько продукции можно выпустить в текущих условиях (например, на имеющемся оборудовании из доступных материалов) в случае, если все простои и задержки будут сведены к нулю. Наличная производительность труда определяется по формуле:
{\displaystyle P_{cap}={Q_{cap} \over t_{cap}}}
где {\displaystyle Q_{cap}} — максимально достижимый в текущих условиях выпуск продукции в единицах измерения данного вида продукции (наличная выработка), {\displaystyle t_{cap}} — минимально необходимые в текущих условиях затраты живого труда в единицах времени (наличная трудоёмкость).

## Потенциальная производительность труда
Потенциальная производительность труда — расчётная величина, которая показывает, сколько продукции в расчёте на единицу затрат живого труда теоретически можно выпустить в данных природных условиях на данном уровне развития цивилизации (например, из наилучших из имеющихся на рынке материалов при использовании передовых технологий и установке самого современного из имеющегося на рынке оборудования) в случае, если все простои и задержки будут сведены к нулю. Потенциальная производительность труда определяется по формуле:
{\displaystyle P_{pot}={Q_{pot} \over t_{pot}}}
где {\displaystyle Q_{pot}} — максимально достижимый в данных природных условиях на данном уровне развития цивилизации выпуск продукции в единицах измерения данного вида продукции (потенциальная выработка), {\displaystyle t_{pot}} — минимально необходимые в данных природных условиях на данном уровне развития цивилизации затраты живого труда в единицах времени (потенциальная трудоёмкость).

## Производительность труда в промышленно развитых странах
| США                                                                                         | Япония   | Франция  | Германия | Великобритания |
| ------------------------------------------------------------------------------------------- | -------- | -------- | -------- | -------------- |
| € 71 228                                                                                    | € 54 179 | € 70 890 | € 59 534 | € 65 941       |
| 100,0 %                                                                                     | 76,1 %   | 99,5 %   | 83,6 %   | 92,6 %         |
| Валовой внутренний продукт на одного работника (2006), к паритету покупательной способности |          |          |          |                |
| € 73 027                                                                                    | € 52 820 | € 66 413 | € 56 516 | € 58 609       |
| 100,0 %                                                                                     | 72,3 %   | 90,9 %   | 77,4 %   | 80,3 %         |
| Источник: расчёты на основе данных AMECO и данных Европейской комиссии.                     |          |          |          |                |

| Промежуток времени | США  | Япония | Франция | Германия | Великобритания |
| ------------------ | ---- | ------ | ------- | -------- | -------------- |
| 1960-1973          | 2,29 | 7,86   | 4,70    | 3,98     | 2,84           |
| 1974-1982          | 0,22 | 2,29   | 1,73    | 2,28     | 1,53           |
| 1983-1991          | 1,54 | 2,64   | 1,50    | 2,07     | 1,57           |
| 1992-2001          | 2,00 | 1,19   | 0,86    | 2,10     | 1,98           |

Производительность труда и средний уровень реальных доходов в США, 1947—2016

США имели на 2006 год более высокий уровень производства на одного занятого, чем в других промышленно развитых странах (см. таблицу валового внутреннего продукта на одного занятого). Высокие темпы роста производительности труда в США является результатом быстрых технологических изменений 90-х годов. Это вызвано более широким использованием компьютеров и роботов, так называемой компьютерной революцией. Рост в США в предыдущие десятилетия, однако, была значительно ниже, чем в других промышленно развитых странах. С 1974 по 2001 года, с 1960 по 1973 год был в целом ниже, чем в промышленно развитых странах. Япония имела самый высокий темпы роста производительности труда в 1960—1991 гг., а затем уступила Германии и Франции. Рост в США был самым низким. Частично это может быть связано с различиями в уровне инвестиций и в росте капитала в этих странах. Более высокие темпы роста в Японии, Германии и Франции в результате реконструкции после Второй мировой войны, привели к высоким темпами роста капитала.
По данным Федерального статистического управления Германии, общая производительность труда на одного занятого в Германии с 1991 по 2006 год увеличилась на 22,5 %. Производительность труда за один час работы выросла на 32,4 %. Это отражает уменьшение средних отработанных часов на человека в сфере занятости на 7,5 %.

## Резервы повышения производительности труда
Производительность труда является подвижным и динамичным показателем результативности труда и эффективности производства, который корректируется рядом факторов. Резервами роста производительности труда является технический прогресс: применение новой техники, совершенствование машин, внедрение комплексной автоматизации, инженерных коммуникаций, необходимых для выполнения процессов, а также передовых технологий и научных разработок способствуют повышению производительности труда, модернизация действующего оборудования. Существенное влияние имеет организация процесса производства. Она позволяет находить совершенное управление производством, рациональные приёмы выполнения операций и выявления других важных факторов. Научная организация труда охватывает значительные потенциальные резервы повышения эффективности труда с минимальными дополнительными материальными затратами. Значительное влияние имеет максимальное использование действующих мощностей, диверсификация производства, сокращения потерь рабочего времени. Повышение производительности труда зависит и от социально-экономических показателей, связанных с квалификацией, образованием, знаниями и навыками исполнителей, уровнем отношений собственности на предприятии, условиями труда, применением оптимальных режимов труда и отдыха, психологическим климатом в коллективе, его сплочённостью и внутриколлективными отношениями, улучшение условий труда, повышение творческой активности работников. Стимулом повышения производительности труда также является совершенствование форм систем оплаты труда, воспроизводства рабочей силы и решения социальных проблем общества. Повышение производительности труда создаёт условия для роста заработной платы, и наоборот, увеличение заработной платы стимулирует производительность труда.